# پوست (فیلم ۲۰۱۸)
پوست (به انگلیسی: Skin) یک فیلم درام بیوگرافی آمریکایی محصول سال ۲۰۱۸ است که توسط گای نتیو، فیلمساز اسرائیلی ساخته و کارگردانی شد و زندگی بریون ویدرن، عضو پیشین گروه کله پوستی تحت تاثیر نئو نازیسم است.

## بازیگران
- جیمی بل به عنوان بریون «پیتبول» ویدنر
  - تایلر ویلیامسون به عنوان برایون جوان
- ورا فارمیگا به عنوان شارین کراگر
- دانیل مک دونالد به عنوان جولی پرایس
- مایک کلر به عنوان داریل لامونت جنکینز
- بیل کمپ به عنوان فرد «همر» کریگر
- مری استوارت مسترسون به عنوان جکی مارک
- دانیل هنشال به عنوان قاتل
- آری بارکان به عنوان بولداگ
- جاستین ویلسون به عنوان مایک
- اسکات توماس به عنوان شان
- مایکل ویار به عنوان جری
- راب فیگوروا به عنوان پیامبر
- راسل پوسنر به عنوان گاوین
- لوئیزا کراوز به عنوان آوریل
- زوئی کولاتی به عنوان دزیره
- کایلی راجرز به عنوان سیرا
- کولبی گنت به عنوان ایگی
- جیمی ری ری نیومن به عنوان پرستار ملیسا فرای
- جینا لی گرین به عنوان ربکا راموس

## انتشار
پوست نمایش جهانی خود را در Toronto International Film Festival در ۸ سپتامبر ۲۰۱۸ برگزار کرد. این فیلم از طریق DirecTV Cinema در تاریخ ۲۷ ژوئن ۲۰۱۹ منتشر شد و در تاریخ ۲۶ ژوئیه ۲۰۱۹ انتشار محدودی داشت.

## بازخورد
پوست دارای رتبه تأیید ۷۸٪ در وب سایت تجدیدنظر راتن تومیتوز، بر اساس ۷۲ بررسی، با میانگین وزنی ۶٫۷۲ از ۱۰ است.
در متاکریتیک، این فیلم دارای رتبه ۵۸ از ۱۰۰، بر اساس ۲۰ منتقد، نشانگر «بررسی‌های مختلط یا متوسط» است.